# Uccle
Uccle în franceză sau Ukkel în neerlandeză (ambele sunt denumiri oficiale) este una din cele 19 comune din Regiunea Capitalei Bruxelles, Belgia. Este situată în partea de sud a aglomerației Bruxelles, și se învecinează cu comunele Bruxelles, Forest, Ixelles, Watermael-Boitsfort din Regiunea Capitalei și cu comunele Linkebeek, Sint-Genesius-Rode și Drogenbos situate în Regiunea Flandra. Uccle este cunoscut pentru cartierele înstărite și spațiile sale verzi.

## Istoric
Comuna Uccle a fost înființată în 1795 în perioada regiumului francez pe teritoriul unui sat înstărit de la sud de Bruxelles, construit în jurul unei abații franciscane. Comuna este sediul administrației juridice a regiunii Bruxelles-ului. Numeroase familii înstărite se instalează aici iar dezvoltarea economică a Bruxelles-ului din secolul al XIX-lea a dus la creșterea demografică a localității. Situată de-a lungul drumului principal spre Charleroi localitatea atrage numeroase femilii înstărite atrase de calmul zonelor verzi.

## rezidenți faimoși din Uccle
- Jean Améry, scriitor și eseist (1912-1978)
- Maurits Cornelis Escher, artist grafic olandez (1898-1972)
- Jean-Michel Folon, artist (1934-2005)
- Hergé, desenator de benzi desenate, autorul benzlor desenate Tintin (1907-1983)
- Axel Merckx, ciclist profesional (n. 1972)
- Joseph Raphael, pictor (1869-1950)
- Axelle Red, cântăreață (n. 1968)
- Olivier Strebelle, sculptor (n. 1927)
- Toots Thielemans, muzician (n. 1922)
- Jacques Tits, matematician (n. 1930)
- Henry van de Velde, pictor și arhitect (1863-1957)

## Orașe înfrățite
- Neuilly-sur-Seine, Franța;

1. ↑  Totale oppervlakte volgens het Kadasterregister, België, gewesten en provincies (în neerlandeză), Algemene Directie Statistiek[*]
2. ↑  GeoNames, accesat în 9 iulie 2017